# طلعة زار العليا (زيلايي)
طلعة زار العلیا (بالفارسية: طلعه زار علیا) هي قرية تقع في إيران في قسم زیلایی الريفي. يقدر عدد سكانها بـ 30 نسمة .